# Liste des véhicules de Star Wars
Cet article concerne les véhicules aériens, terrestres et marins. Pour les vaisseaux spatiaux, voir Liste des vaisseaux de Star Wars.
La liste des véhicules de Star Wars recense les noms et les présentations simplifiées des principaux véhicules aériens, terrestres et marins de cet univers fictif tout en plaçant le concept de véhicules de Star Wars dans son contexte au sein du monde réel.
Star Wars compte un nombre important de véhicules. Ils sont issus de sa série de films, mais aussi des très nombreuses déclinaisons de l'univers en séries télévisées, romans, bandes dessinées et jeux vidéo. Ils ont été conçus de diverses manières et pour diverses raisons, et certains ont un impact culturel considérable, en rejoignant parfois même des éléments scientifiques du monde réel, volontairement ou non. Parmi les véhicules les plus connus, se trouvent les speeders et les modules de courses, des véhicules à répulseurs, mais aussi les marcheurs comme le transport blindé tout-terrain.

## Univers

Un sabre laser bleu, arme des Jedi et un sabre laser rouge, arme des Sith.

L'univers de Star Wars se déroule dans une galaxie qui est le théâtre d'affrontements entre les Chevaliers Jedi et les Seigneurs noirs des Sith, personnes sensibles à la Force, un champ énergétique mystérieux leur procurant des pouvoirs psychiques. Les Jedi maîtrisent le Côté lumineux de la Force, pouvoir bénéfique et défensif, pour maintenir la paix dans la galaxie. Les Sith utilisent le Côté obscur, pouvoir nuisible et destructeur, pour leurs usages personnels et pour dominer la galaxie.
Depuis le rachat de la société Lucasfilm par The Walt Disney Company, il existe deux univers Star Wars : le « Légendes » et l'« Officiel ». Ils ont pour point commun, les six premiers films et la série télévisée The Clone Wars. L'univers Légendes reprend en plus les histoires complémentaires présentées dans des livres, des bandes dessinées, des téléfilms ou des jeux sortis avant 2014. L'univers Officiel reprend lui, les histoires des films et des autres supports parus depuis 2014,.

## Chronologie

### Chronologie commune
Pour ramener la paix dans la galaxie, une République galactique a été fondée avec pour capitale la planète Coruscant. Mais, elle est secouée par des invasions planétaires (La Menace fantôme), des sécessions et la guerre dite « des clones » (L'Attaque des clones). Pour y mettre fin, la République est remplacée en 19 av. BY par un Empire galactique autoritaire et discriminatoire (La Revanche des Sith). Cette nouvelle entité est dirigée par le Sith Palpatine et son apprenti Dark Vador.
Mais après plusieurs années, la brutalité du régime provoque l'apparition d'une opposition armée : l'Alliance rebelle. Les premières victoires de cette dernière se déroulent lors de la bataille de Scarif, quand les rebelles parviennent à s'emparer des plans de l'Étoile de la mort, l'arme absolue de l'Empire (Rogue One), puis lors de la bataille de Yavin, qui voit la destruction de l'immense station spatiale (Un nouvel espoir). En 3 ap. BY, Dark Vador contre-attaque en détruisant la base principale des rebelles sur la planète Hoth (L'Empire contre-attaque). L'Alliance, bien que dispersée, n'est cependant pas vaincue. Un an plus tard, en 4 ap. BY, l'Alliance remporte une grande victoire en détruisant une seconde station spatiale et en éliminant l'empereur Palpatine et Vador lors de la bataille d'Endor (Le Retour du Jedi).

### Chronologie «Légendes»
En complément aux évènements se déroulant entre 32 av. BY (La Menace fantôme) et 4 ap. BY (Le Retour du Jedi), l'univers « Légendes » développe le passé et le futur de la saga.
Le passé, nommé période de l'« Ancienne République », raconte l'histoire de la création de la République et de l'Ordre Jedi. En 5 000 av. BY les Sith lancent la première guerre galactique qui se termine par leur défaite. Un millénaire plus tard, c'est une organisation militaire, les Mandaloriens qui tente de s'emparer de la galaxie durant un terrible et durable conflit. Bien que victorieuse, la République est exsangue. Elle ne peut alors pas empêcher le retour des Sith et la partition de la galaxie en nombreux royaumes Sith durant une très longue période. Ce n'est qu'en 1 000 av. BY que les Jedi finissent par reprendre le contrôle total de la galaxie. Seul le Sith Dark Bane parvient à échapper aux Jedi. Il instaure alors une règle dans l'ordre Sith selon laquelle il n'y aura plus que deux seigneurs : un maître et son apprenti. En 32 av. BY, son lointain successeur, Dark Sidious, alias le sénateur Palpatine de Naboo, lance une série d'intrigues pour reprendre le contrôle de la galaxie.
Le futur, nommé période de la « Nouvelle République », raconte l'histoire galactique après la mort de l'empereur Palpatine. Le premier évènement est la création d'une Nouvelle République. Celle-ci est alors régulièrement menacée par les attaques des troupes impériales menées par les nombreux successeurs de l'empereur comme la directrice Ysanne Isard, le grand amiral Thrawn et même les clones de l'empereur Palpatine. Parallèlement, les Jedi renaissent de leurs cendres et fondent un Nouvel Ordre Jedi capable de défendre la galaxie notamment face à l'invasion menée en 25 ap. BY par les cruels Yuuzhan Vong ou en 138 ap. BY avec le retour des Sith.

### Chronologie «Officielle»
La nouvelle chronologie « Officielle » revisite certaines périodes déjà abordées par la chronologie « Légendes » notamment le futur dans la période de la « Nouvelle République » où le Premier Ordre, un nouveau régime totalitaire plus ou moins issu de l'Empire galactique s'attaque à la Nouvelle République. Pour s’opposer à cette menace, la princesse Leia Organa, une ancienne dirigeante de l'Alliance rebelle, crée un mouvement paramilitaire dénommé la Résistance. En 34 ap. BY, à l'aide d'une arme surpuissante, le Premier Ordre attaque la Nouvelle République en détruisant sa planète capitale mais la Résistance contre-attaque et envoie ses combattants mettre hors de combat cette arme sur la planète Starkiller (Le Réveil de la Force). Le Premier Ordre se retourne ensuite contre la Résistance et parvient à éliminer l’ensemble de sa flotte et sa principale base opérationnelle (Les Derniers Jedi). Vaincue mais pas annihilée, la Résistance parvient à unifier tous les opposants au Premier Ordre pour une ultime affrontement au-dessus de la planète Exegol qui met un terme au régime totalitaire (L'Ascension de Skywalker).

## Adaptations

### Architecture
Le 15 janvier 2014, le Sandcrawler Building, une construction de 22 500 m2 dont la forme et le nom s'inspirent du char des sables, est inauguré à Singapour. Il est situé au 1 Vista Exhange Green à côté de la station Buona Vista. Une salle de spectacle de 100 places, Lucasfilm Animation Singapour et les filiales locales de Disney et ESPN sont regroupées dans ce bâtiment,,,.

## Les différents types de véhicules propres àStar Wars
- Le marcheur est un véhicule de combat de l'univers « Officiel » et de l'univers « Légendes » présent notamment dans le film L'Attaque des clones, The Clone Wars, La Revanche des Sith, Solo, Rogue One, L'Empire contre-attaque, Le Retour du Jedi, Le Réveil de la Force, Les Derniers Jedi et L'Ascension de Skywalker. Les véhicules de type « marcheur » portent souvent la mention « tout-terrain » dans leur nom. En effet ils se déplacent sur des pattes, ce qui leur permet de combattre partout[c 1].
- Le module de course est un véhicule de course de l'univers « Officiel » et de l'univers « Légendes » présent notamment dans le film La Menace fantôme. Équipé de deux moteurs et d'un module dans lequel se trouve le pilote, il peut atteindre des vitesses allant jusqu'à 800 km/h[a 1].

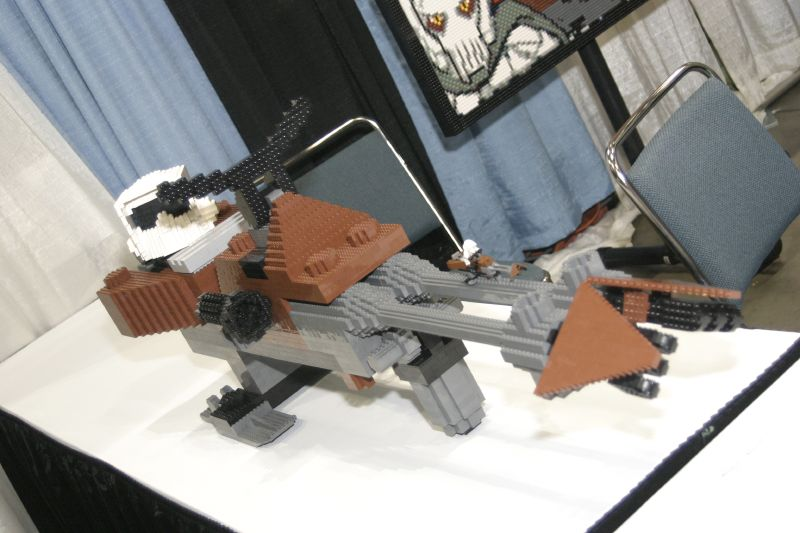
Reproduction en Lego d'une motojet.

- La motojet et le swoop ou fonceur sont des véhicules de transport et de course de l'univers « Officiel » et de l'univers « Légendes » présents notamment dans les films La Menace fantôme, L'Attaque des clones, The Clone Wars, La Revanche des Sith, Solo, Un nouvel espoir, Le Retour du Jedi, Le Réveil de la Force et L'Ascension de Skywalker. Il s'agit d'un petit véhicule utilisant des répulseurs et pouvant transporter un ou deux passagers. Les motojets sont très utilisées par les civils, elles sont parfois armées à des fins militaires. Les swoops sont des versions améliorées et beaucoup plus rapides des motojets, ils sont en général destinés à la course[a 2].

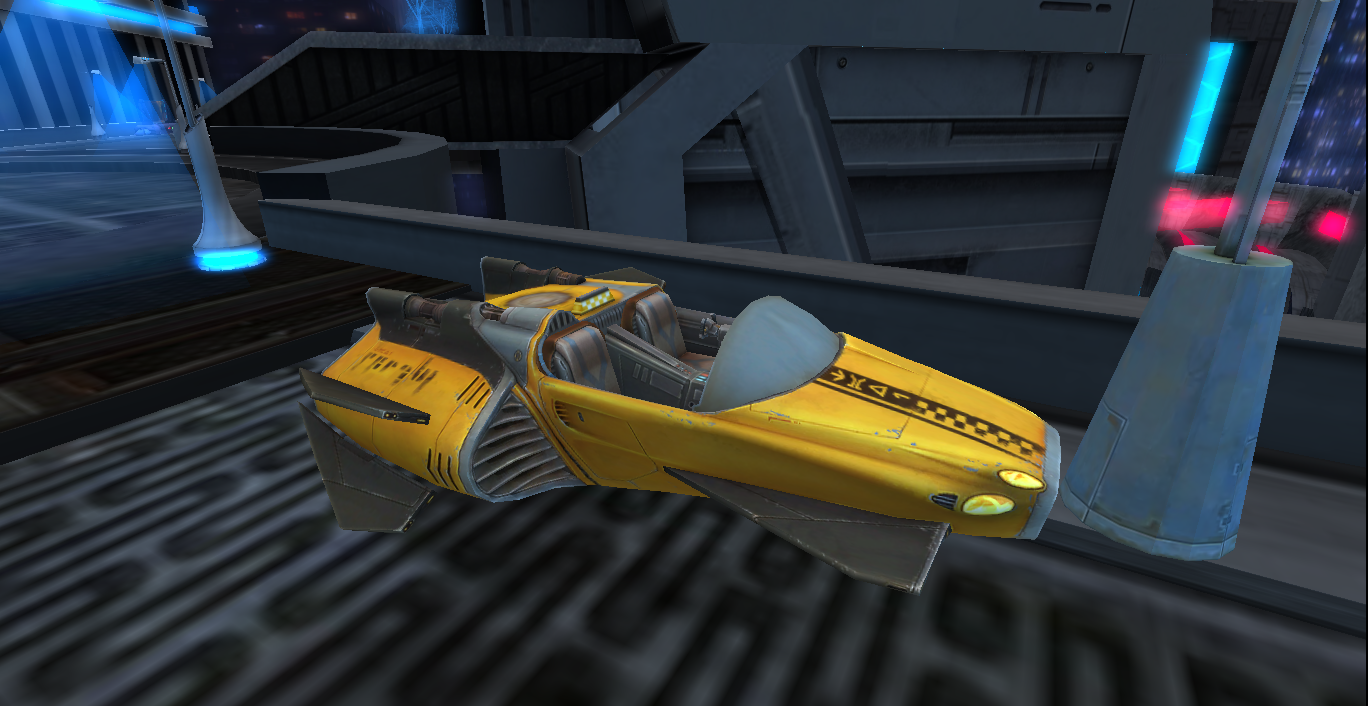
Reproduction d'un airspeeder.

- Le speeder est un véhicule de l'univers « Officiel » et de l'univers « Légendes » présent notamment dans les films La Menace fantôme, L'Attaque des clones, The Clone Wars, La Revanche des Sith, Solo, Rogue One, Un nouvel espoir, L'Empire contre-attaque, Le Retour du Jedi, Le Réveil de la Force, Les Derniers Jedi et L'Ascension de Skywalker. Il s'agit d'un véhicule volant grâce à des répulseurs à la surface d'une planète. Il en existe plusieurs types, notamment l'airspeeder[Note 3] adapté au milieu aérien et le landspeeder[Note 4] adapté au milieu terrestre[a 3],[c 2].

## Recensement des véhicules
Les véhicules aériens, terrestres et marins de Star Wars sont présentés non exhaustivement par ordre alphabétique.
- Haut – A
- B
- C
- D
- E
- F
- G
- H
- I
- J
- K
- L
- M
- N
- O
- P
- Q
- R
- S
- T
- U
- V
- W
- X
- Y
- Z
- 0-9

### A
- L’artillerie anti-véhicules AV-7 est un véhicule d'artillerie de l'univers « Officiel » et de l'univers « Légendes » présent notamment dans les films The Clone Wars et La Revanche des Sith. Il s'agit d'un canon posé des répulseurs anti-gravitique qui peut être manœuvré par une seule personne. Elle est utilisée par la République galactique durant la guerre des clones[b 1].
- L’artillerie lourde autopropulsée à turbolaser (ALAP-T) ou système de pilonnage hypertonique autonome-turbolaser (SPHA-T) est un marcheur de l'univers « Officiel » et de l'univers « Légendes » présent notamment dans le film L'Attaque des clones. Il s'agit d'un canon d'artillerie posé sur une plateforme soutenue par douze pattes lui permettant de se déplacer. Elle est utilisée par la République galactique durant la guerre des clones[b 2],[c 3].
- L’arunskin 75D est un véhicule de transport de l'univers « Officiel » présent notamment dans le film L'Ascension de Skywalker. Il s'agit d'une petite chaloupe de 6,57 m de long servant à transporter des personnes et des marchandises[a 4].

### B
- La barge à voiles ou L0-KD57 est un véhicule de loisir de l'univers « Officiel » et de l'univers « Légendes » présent notamment dans les films The Clone Wars et Le Retour du Jedi. Cette luxueuse embarcation longue de 30 m peut accueillir près de cinq-cents passagers et vingt-six membres d'équipage[a 5],[b 3].
- Le biker advanced recon commando[Note 5] (BARC) est une motojet de l'univers « Officiel » et de l'univers « Légendes » présent notamment dans le film La Revanche des Sith. Il s'agit d'une motojet utilisée par la République galactique pour les missions de combat et de reconnaissance[b 4].
- Le bongo à trois bulles ou sous-marin gungan est un véhicule sous-marin de l'univers « Officiel » et de l'univers « Légendes » présent notamment dans le film La Menace fantôme. Il s'agit d'un moyen de transport submersible utilisé par les Gungans pour se déplacer à travers les océans de Naboo[a 6],[b 5].

### C
- La capsule de défense tout-terrain (CD-TT) ou nacelle de défense tout-terrain (ND-TT) est un marcheur de l'univers « Officiel » et de l'univers « Légendes ». Ce bipode est une version améliorée du transport de reconnaissance tout-terrain de la République galactique. Les passagers sont protégés dans une capsule blindée, et dispose d'un canon laser lourd pour ouvrir le feu[b 6],[c 4].
- Le cargo blindé tout-terrain (CB-TT) est un marcheur de l'univers « Officiel » présent notamment dans le film Rogue One. Il s'agit d'un quadripode ressemblant beaucoup au transport blindé tout-terrain. Cependant, et contrairement à celui-ci, il n'est pas destiné au combat mais au transport de marchandise. Son blindage et ses doubles canons laser servent à protéger la marchandise des pirates et rebelles[b 7],[c 4].
- Le catamaran wookiee ou oevvaar est un airspeeder de l'univers « Officiel » et de l'univers « Légendes » présent notamment dans le film La Revanche des Sith. Il peut transporter deux passagers en plus du pilote et du copilote. Il est initialement destiné au transport mais lorsque la guerre des clones éclate et que Kashyyyk est envahie, les Wookiees les réquisitionnent et les armes afin d'assurer leur défense[a 7].
- Le char d'assaut blindé (CAB) ou tank blindé d'assaut (TBA) est un char d'assaut de l'univers « Officiel » et de l'univers « Légendes » présent notamment dans les films La Menace fantôme, The Clone Wars et La Revanche des Sith. Conçu pour l'armée de la Fédération du commerce, il s'illustre lors de la bataille de Naboo et durant la guerre des clones. Long de 9,75 m, il est équipé de cinq canons et de six lance-obus, ce qui le rend particulièrement efficace sur le champ de bataille[a 8],[b 8].
- Le char des sables est un véhicule minier de l'univers « Officiel » et de l'univers « Légendes » présent notamment dans les films L'Attaque des clones, Un nouvel espoir et L'Ascension de Skywalker. Principalement présent sur Tatooine où il est utilisé par les jawas, il date d'une lointaine époque durant laquelle la planète est prise d'assaut par les mineurs. Initialement les chars des sables servent de raffinerie mobile ou de char d'excavation. Ils sont ensuite peu à peu récupérés par les jawas et servent comme moyen de transport. Un char est long de 36,80 m, haut de 20 m et peut accueillir environ cinquante passagers. Il est propulsé grâce à des chenilles[a 9],[b 9].
- Le chenillard DN-25 est un véhicule de transport de l'univers « Officiel » présent notamment dans le film L'Ascension de Skywalker. Il s'agit d'un transporteur long de 14,45 m propulsé par deux grandes chenilles qui l'entourent complètement[a 10].

### D
- La double capsule Storm IV ou voiture volante est un véhicule de patrouille de l'univers « Officiel » et de l'univers « Légendes » présent notamment dans les films L'Empire contre-attaque, La Revanche des Sith et Le Retour du Jedi. Il s'agit de deux petites capsules reliées entre elles qui peuvent voler dans l'atmosphère. Le pilote se trouve dans la capsule bâbord, l'artilleur est dans la capsule tribord. Elle est notamment utilisée par la police de la Cité des nuages sur Bespin[b 10].

### E
- L’EasyRide[Note 6] est un airspeeder de l'univers « Officiel » et de l'univers « Légendes » présent notamment dans les films La Menace fantôme, L'Attaque des clones, La Revanche des Sith et Le Retour du Jedi. Il est principalement utilisé comme taxi sur l'œcuménopole Coruscant où il n'a aucun mal à atteindre les plus hauts grattes-ciel[a 11].
- L’esquif du désert est un véhicule de surveillance de l'univers « Officiel » et de l'univers « Légendes » présent notamment dans les films The Clone Wars et Le Retour du Jedi. Il s'agit d'une petite plateforme permettant de surveiller les environs[a 12],[b 11].
- L’exodrive poly-environnements Koro-2 est un airspeeder de l'univers « Officiel » et de l'univers « Légendes » présent notamment dans le film L'Attaque des clones. Il est conçu pour voler dans différents types d'environnements mais convient peu aux mondes urbains. Cependant, c'est sur Coruscant que la chasseuse de primes Zam Wessell le pilote lorsqu'elle est chargée d'assassiner la sénatrice Padmé Amidala[a 13],[b 12].

### F
- Le F-143 est un airspeeder de lutte contre l'incendie de l'univers « Officiel » et de l'univers « Légendes » présent notamment dans le film La Revanche des Sith. Il est équipé de lances à eau et à mousse, et d'agents ignifuge. Il est notamment employé sur Coruscant où il permet d'intervenir rapidement malgré la hauteur des constructions[a 14].
- Le FC-20 est une motojet de l'univers « Officiel » et de l'univers « Légendes » présent notamment dans le film La Menace fantôme. De la forme d'un croissant, il est particulièrement rapide. Le seigneur Sith Dark Maul l'utilise sur Tatooine[b 13].
- Le Flash[Note 7] est un landspeeder de l'univers « Officiel » et de l'univers « Légendes » présent notamment dans le film La Menace fantôme. Long de 4,50 m et ne pouvant voler à plus de 2 m de haut, il est employé par les forces royales de sécurité de Naboo pour patrouiller dans les villes[a 15].
- La forteresse volante ubrikkienne est une plateforme armée de l'univers « Officiel » et de l'univers « Légendes ». Il s'agit d'une grande plateforme pouvant être utilisée comme base. Elle dispose de chambres et d'une piste d'atterrissage[b 14].

### G
- Le Gian est un landspeeder de l'univers « Officiel » et de l'univers « Légendes » présent notamment dans le film La Menace fantôme. Long de 5,70 m, il est plus lourd que le flash. Les forces royales de sécurité de Naboo ne l'utilise que dans les situations les plus graves[a 15].

### I
- L’IPG-X1131 LongTail[Note 8] est un module de course de l'univers « Officiel » et de l'univers « Légendes » présent notamment dans le film La Menace fantôme. Piloté par Teemto Pagalies, la forme circulaire du module s'adapte parfaitement à sa morphologie[a 1].

### J
- Le jet-stick Cantonica zéphyr BG-134 est une motojet de l'univers « Officiel » présent notamment dans le film Les Derniers Jedi. Il s'agit d'un petit véhicule haut de 2,50 m, large de 2,55 m et long de 2,98 m utilisé par la police de la ville de Canto Bight sur Cantonica[a 16].
- Le Juggernaut HAVw A6 ou turbo tank est un véhicule de transport de troupe de l'univers « Officiel » et de l'univers « Légendes » présent notamment dans le film La Revanche des Sith. Long de 49,40 m, il peut transporter trois-cents passagers en plus des douze membres d'équipage. Il est armé de six canons et de deux lance-grandes. Il est l'un des rares véhicules à se déplacer sur des roues. Il est employé durant la guerre des clones par la République galactique[a 17],[b 15].

### M
- Le M-68 est un landspeeder de l'univers « Officiel » présent notamment dans le film Solo. Disponible avec ou sans cabine, il peut atteindre des vitesses allant jusqu'à 225 km/h[b 16].
- Le MégaCalibre six tout-terrain (M6-TT) est un marcheur de l'univers « Officiel » présent notamment dans le film Les Derniers Jedi. Il s'agit d'un canon trubolaser posé sur un quadripode blindé haut de 36,18 m et long de 40,87 m. Pour assurer sa défense, il est également armé de deux doubles canons laser lourds synchronisés et de deux canons laser moyens anti-vaisseaux. Il est utilisé par le Premier Ordre comme machine de siège[a 18],[b 17].

### N
- La nacelle d'attaque tout-terrain (NA-TT) est un marcheur de l'univers « Officiel » et de l'univers « Légendes » présent notamment dans le film La Revanche des Sith. Il s'agit d'un bipode utilisé par la République galactique durant la guerre des clones[c 5].

### O
- L’« Occupant » TX-225 est un char d'assaut de l'univers « Officiel » présent notamment dans le film Rogue One. Long de 7,30 m, il est équipé de deux canons laser moyens rotatifs et d'un canon laser avant.Il est notamment employé par l'Empire galactique pour patrouiller dans les villes occupées. Il existe deux modèles : l'« Occupant » TX-225 GAVw propulsé par des chenilles, et l'« Occupant » TX-225 GAVr propulsé par des répulseurs[a 19],[b 18].

### P
- La plateforme de soutien de l'infanterie (PSI) ou speeder des marais est un landspeeder de l'univers « Officiel » et de l'univers « Légendes » présent notamment dans le film La Revanche des Sith. Armée de deux canons, elle permet de se déplacer sur des terrains marécageux. La République galactique l'emploie sur Kashyyyk et Felucia durant la guerre des clones[a 20].
- Le Plug-F Mammoth[Note 9] est un module de course de l'univers « Officiel » présent notamment dans le film La Menace fantôme. Piloté par Sebulba, il dispose de nombreux moyens pour nuire à ses adversaires, notamment des lances-flammes, des pointes magnétiques ou encore des disrupteurs ioniques[a 21],[b 19].

### R
- Le Radon-Ulzer 620C est un module de course de l'univers « Officiel » et de l'univers « Légendes » présent notamment dans le film La Menace fantôme. Piloté par Anakin Skywalker, c'est avec ce module qu'il gagne la course de la fête de la Boonta en 32 av. BY[a 21],[b 20].
- Le railcrawler conveyex 20-T[Note 10] est un véhicule de transport de l'univers « Officiel » présent notamment dans le film Solo. Il s'agit d'un train de marchandise utilisé pour transporter des ressources précieuses. Armé de tourelles laser antiaériennes et disposant d'un lourd blindage, il roule simultanément sur et sous un rail central[b 21].
- Le remorqueur lourd tout-terrain (RL-TT) est un marcheur de l'univers « Officiel » présent notamment dans le film Les Derniers Jedi. Long de 29,57 m et large de 27,43 m, il est utilisé par le Premier Ordre pour déplacer de très lourdes charges sur des terrains escarpés. Pour cela, il dispose de trois rangées de onze pattes pour la première et dix pour les suivantes. Celles-ci sont en surnombre afin de pouvoir continuer à avancer si certaines sont mises hors-service[a 22].
- Le renfort tactique tout-terrain (RT-TT) ou véhicule tactique tout-terrain (VT-TT) est un marcheur de l'univers « Officiel » et de l'univers « Légendes » présent notamment dans les films L'Attaque des clones, The Clone Wars, La Revanche des Sith. Long de 13,20 m et doté de six pattes, il peut transporter vingt passagers en plus des sept membres d'équipage. Il comprend six tourelles lasers en plus d'un canon à projectile lourd. Il est employé dès le début de la guerre des clones par la République galactique[a 23],[b 22],[a 21].

### S
- Le ski speeder V-4X-D est un airspeeder de course de l'univers « Officiel » présent notamment dans le film Les Derniers Jedi. Initialement destiné à la course et au slalom entre les astéroïdes, il est modifié par l'Alliance rebelle pour patrouiller et éventuellement combattre. La Résistance le réemploie leur de sa retraite sur Crait[a 24],[b 23].
- Le skyblade-330 est un swoop de l'univers « Officiel » présent notamment dans le film Solo. Il peut atteindre jusqu'à 600 km/h et est particulièrement maniable grâce aux trois gouvernails situés à l'avant[b 24].
- Le skyhopper T-16[Note 11] est un airspeeder de l'univers « Officiel » et de l'univers « Légendes » présent notamment dans les films L'Attaque des clones, Un nouvel espoir et Le Retour du Jedi. Particulièrement maniable, il est notamment utilisé par ceux qui souhaitent apprendre le pilotage[c 6].
- Le sous-marin individuel (SMI) raie manta est un submersible de combat de l'univers « Officiel » et de l'univers « Légendes ». Il s'agit d'un petit sous-marin qui tracte son pilote. Il est doté de propulseurs et d'un canon laser. Il est utilisé par la République galactique durant la guerre des clones, puis par l'Empire galactique[b 25].
- Le speeder de Rey est une motojet de l'univers « Officiel » présent notamment dans les films Le Réveil de la Force et L'Ascension de Skywalker. Entièrement construit et personnalisé par Rey sur Jakku, il est le résultat de l'assemblage de pièces provenant des différentes épaves jonchant la planète[a 25],[b 26].
- Le système de transport aéroporté personnel (STAP) ou plateforme aérienne individuelle de trooper (PAIT) est une motojet de l'univers « Officiel » et de l'univers « Légendes » présent notamment dans les films La Menace fantôme et The Clone Wars. Il s'agit d'un petit véhicule haut de 2,10 m utilisé par la Fédération du commerce sur le champ de bataille. Il peut transporter un seul passager et est armé de deux canons blaster[a 26],[b 27].

### T

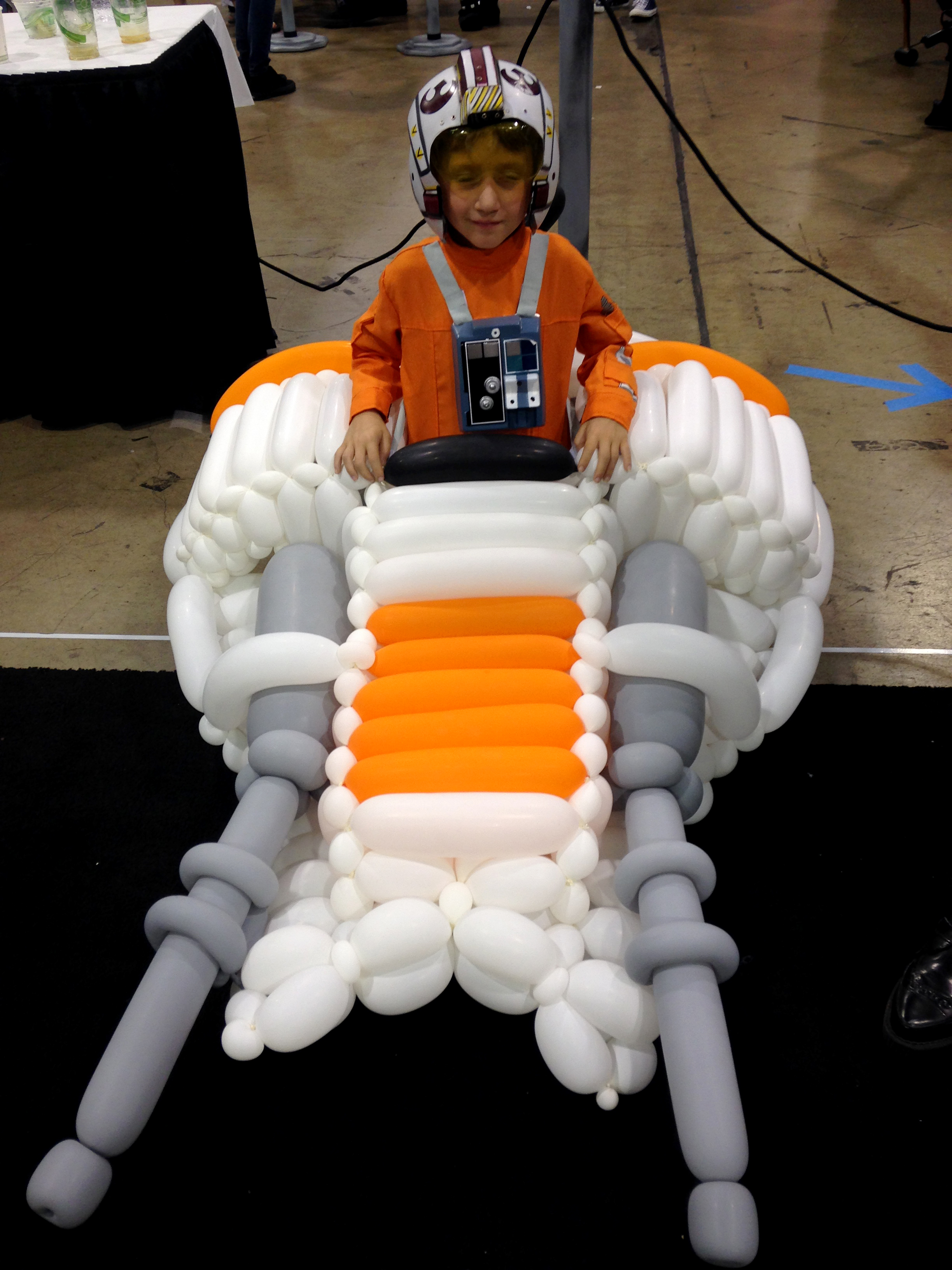
Cosplay d'un airspeeder T-47 et de son pilote.

- Le T-47 est un airspeeder de l'univers « Officiel » et de l'univers « Légendes » présent notamment dans le film L'Empire contre-attaque. Modifié et adapté au froid par l'Alliance rebelle sur Hoth, il est long de 5,30 m, et accueille le pilote et son artilleur. Il est armé d'un double canon laser, et d'un harpon et de son câble de remorquage[a 27],[b 28].
- La tourelle de défense tout-terrain (TD-TT) est un marcheur de l'univers « Officiel » présent notamment dans le film Solo. Il s'agit d'un canon posé sur un bipode. Il est utilisé par l'Empire galactique[b 29].

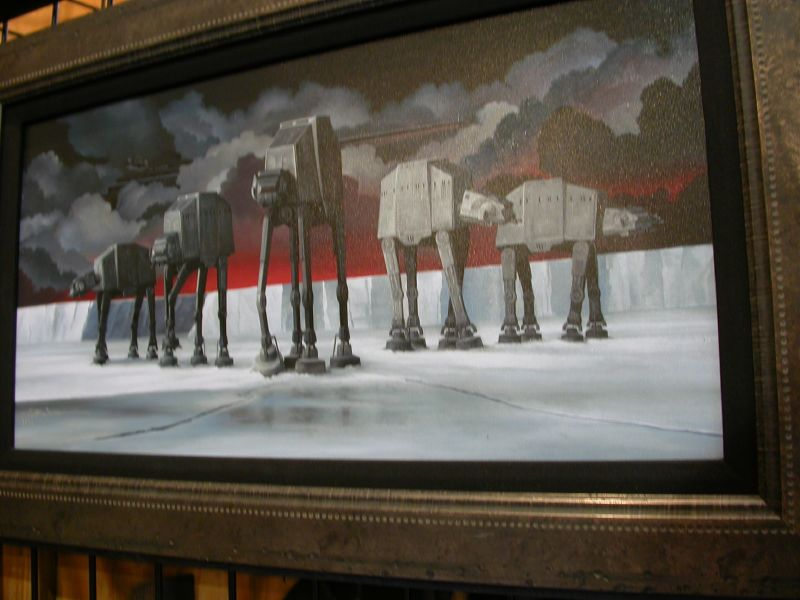
Peinture représentant cinq transports blindés tout-terrain avançant sur une planète glacée.

- Le transport blindé tout-terrain (TB-TT) est un marcheur de l'univers « Officiel » et de l'univers « Légendes » présent notamment dans les films L'Empire contre-attaque, Le Retour du Jedi, Le Réveil de la Force et Les Derniers Jedi. Il s'agit d'un quadripode haut de 22,20 m et long de 25,90 m. Il peut accueillir un commandant, un pilote, un canonnier et quarante passagers, ainsi que du matériel telles que des motojets. Il est armé de deux canons laser lourds et deux blasters à répétition moyens, cela lui permet d'avoir une grande puissance de feu sur le champ de bataille. Il est conçu et employé par l'Empire galactique et est plus tard réemployé et amélioré par le Premier Ordre[a 28],[a 29],[b 30],[c 4].
- Le transport ouvert tout-terrain (TO-TT) est un marcheur de l'univers « Officiel » et de l'univers « Légendes » présent notamment dans le film La Revanche des Sith. Il s'agit d'un octopode utilisé par la République galactique durant la guerre des clones[a 21].
- Le transport de reconnaissance tout-terrain (TR-TT) est un marcheur de l'univers « Officiel » et de l'univers « Légendes » présent notamment dans les films The Clone Wars et La Revanche des Sith. Il s'agit d'une petite plateforme surélevée sur deux pattes équipée d'un canon laser. Il est employé durant la guerre des clones par la République galactique puis par l'Alliance rebelle durant la guerre civile galactique[a 30],[b 31],[a 21].

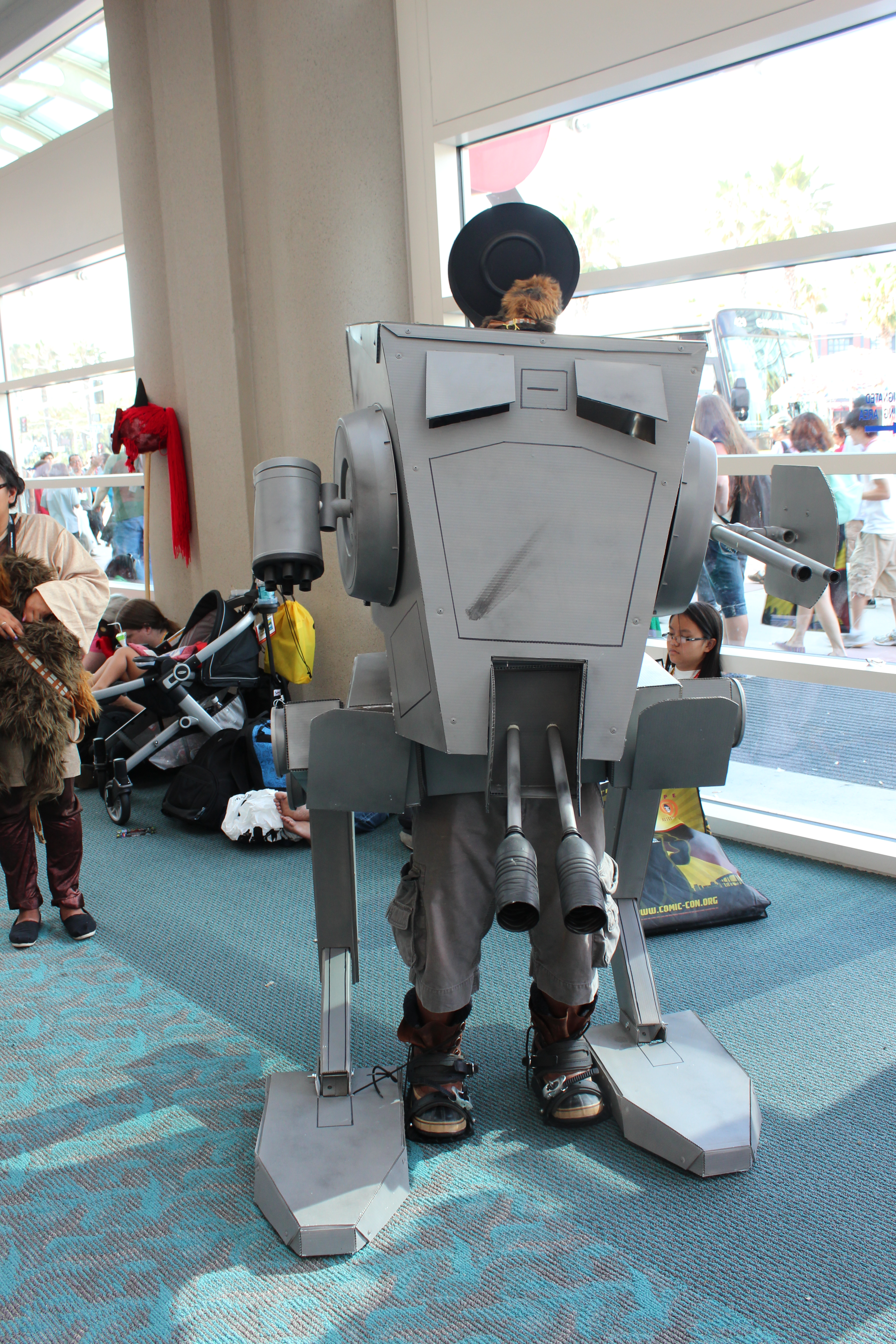
Cosplay d'un transport de surveillance tout-terrain.

- Le transport de surveillance tout-terrain (TS-TT) ou bipode de reconnaissance est un marcheur de l'univers « Officiel » et de l'univers « Légendes » présent notamment dans les films Rogue One, L'Empire contre-attaque, Le Retour du Jedi et Les Derniers Jedi. Il s'agit d'un bipode haut de 9,04 m. Il accueille deux membres d'équipage : le pilote et l'artilleur. Il est armé d'un double canon blaster, d'un canon blaster léger jumeau et d'un lance-grenades à concussion. Il est particulièrement apprécié pour ses avantages sur les terrains accidentés et étroits tels que les forêts ou les villes. Il est conçu et employé par l'Empire galactique et est plus tard réemployé et amélioré par le Premier Ordre[a 31],[b 32],[c 4].
- Le transport multi-troupe (TMT) est un véhicule de transport de troupe de l'univers « Officiel » et de l'univers « Légendes » présent notamment dans les films La Menace fantôme et La Revanche des Sith. D'une longueur de 31 m, il est utilisé par la Fédération du commerce pour déployer ses droïdes de combat sur le champ de bataille. Il peut en accueillir jusqu'à 112[a 32],[b 33].
- Le transporteur de troupes impérial (TTI) K79-S80 est un véhicule de transport de l'univers « Officiel » et de l'univers « Légendes ». Ce véhicule blindé et armé, est utilisé par l'Empire galactique pour déployer ses stormtroopers directement sur le champ de bataille[b 34].
- Le treadspeeder 125-Z est une motojet de l'univers « Officiel » présent notamment dans le film L'Ascension de Skywalker. Contrairement aux autres motojets, il est propuslé par des répulseurs et une chenille situé à l'avant. Il est utilisé par le Premier Ordre sur les planètes où le sol est mou[a 33].
- Le truckspeeder A-A4B[Note 12] est un landspeeder de l'univers « Officiel » présent notamment dans le film Solo. Il dispose de cages blindées et de cellules permettant de transporter de la marchandise ou des animaux[b 35].
- Le tsmeu-6 ou moto-roue est une gyroroue de l'univers « Officiel » et de l'univers « Légendes » présent notamment dans le film La Revanche des Sith. Il s'agit d'un petit véhicule individuel qui se déplace grâce à une roue de 2,50 m de diamètre. Il est armé d'un canon laser. S'il y a des obstacles sur la voie, il peut déployer deux pattes qui lui permettront de le franchir[a 34],[b 36].

### V
- Le véhicule utilitaire d'infanterie légère (VUIL) est un landspeeder de l'univers « Officiel » présent notamment dans les films Le Réveil de la Force et L'Ascension de Skywalker. Long de 5,33 m, il peut accueillir deux à trois passagers et est armé d'un blaster à répétition. Il est utilisé par le Premier Ordre sur la base Starkiller pour des missions de patrouille et de transport de cargaison[a 35],[b 37].

### X

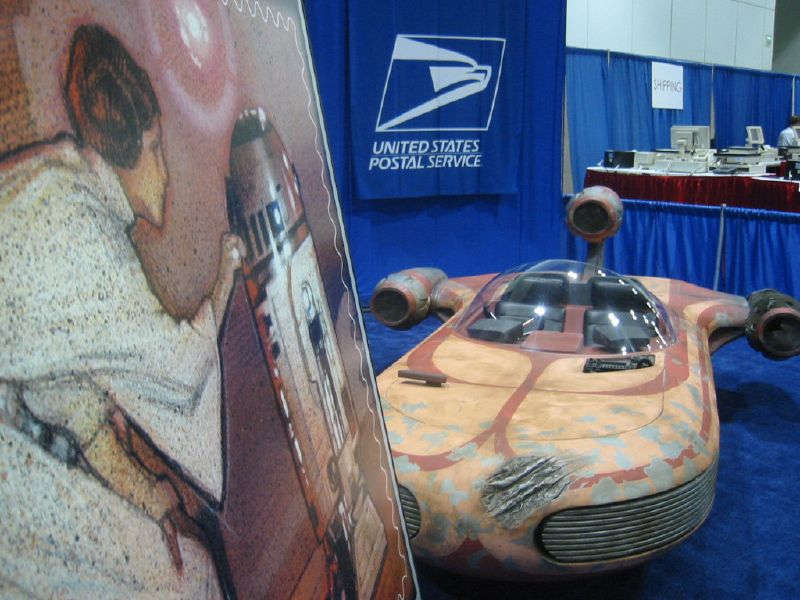
Reproduction du landspeeder X-34 de Luke Skywalker.

- Le X-34 est un landspeeder de l'univers « Officiel » et de l'univers « Légendes » présent notamment dans le film Un nouvel espoir. Long de 3,40 m, il peut accueillir un passager en plus du pilote. Luke Skywalker en possède un avant de quitter Tatooine[a 36],[b 38].
- Le XJ-6 est un airspeeder de l'univers « Officiel » et de l'univers « Légendes » présent notamment dans le film L'Attaque des clones. Il est conçu pour être particulièrement rapide et maniable. Il est utilisé par Anakin Skywalker lors d'une course-poursuite[a 37],[b 39].

### Z
- Le zephyr-G est un swoop de l'univers « Officiel » et de l'univers « Légendes » présent notamment dans le film L'Attaque des clones. Il s'agit d'un petit véhicule de course reconverti pour le transport sur des mondes comme Tatooine où il sert aux activités agricoles[a 38].

### 0-9
- Le 614-AvA est une motojet de l'univers « Officiel ». Il est principalement utilisé par l'Empire galactique sur des mondes comme Lothal[b 40].

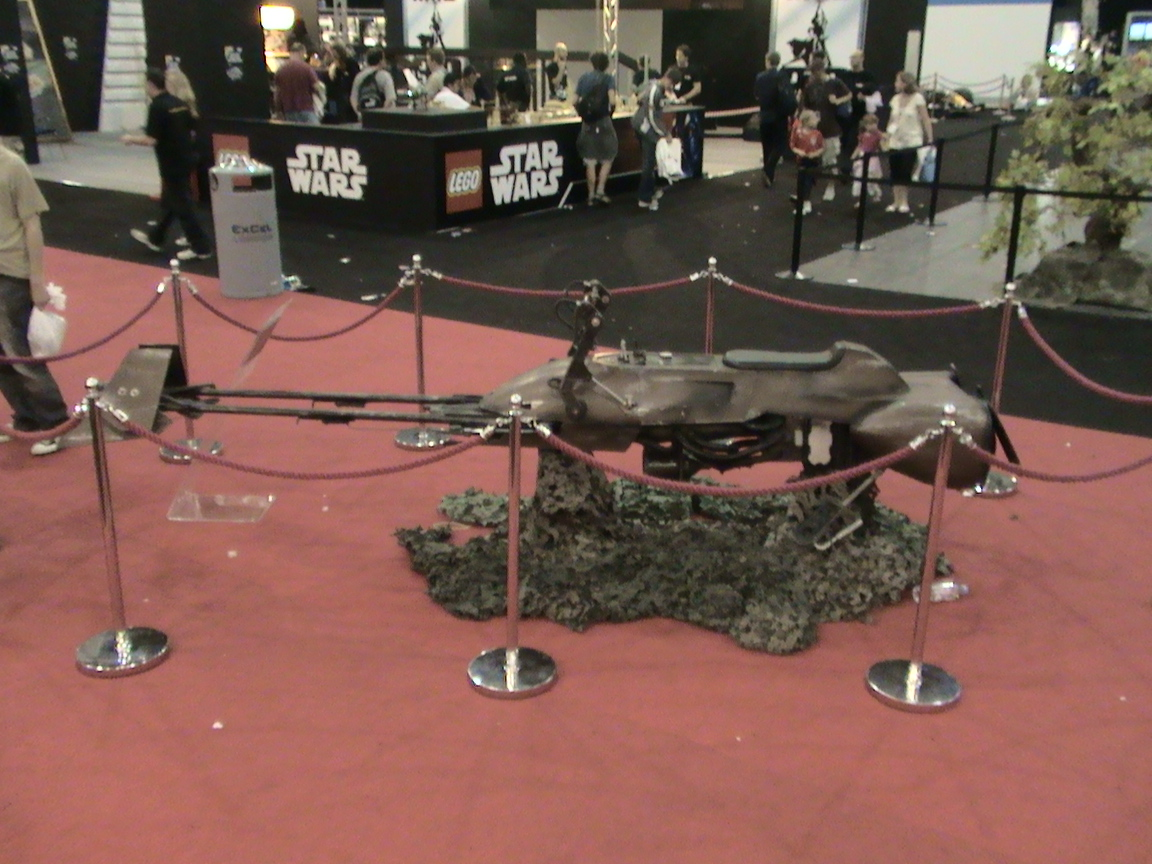
Maquette d'une 74-Z.

- La 74-Z est une motojet de l'univers « Officiel » et de l'univers « Légendes » présent notamment dans les films La Revanche des Sith et Le Retour du Jedi. Il s'agit d'un petit véhicule utilisé pour diverses missions telles que la reconnaissance, la patrouille, ou encore le combat. Longue de 3 m, elle n'accueille que son pilote, elle est armée d'un canon blaster. Elle est d'abord employée par la République galactique, puis par l'Empire galactique[a 39],[b 41].